# توماس فيرتشايلد
توماس فيرتشايلد (بالإنجليزية: Thomas E. Fairchild)‏ (و. 1912 – 2007 م)هو محامي، وقاضي من الولايات المتحدة الأمريكية .

## التعليم
تعلم في جامعة برنستون، وجامعة ويسكونسن-ماديسون، وجامعة كورنيل.